# Acrolophia ustulata
Acrolophia ustulata là một loài thực vật có hoa trong họ Lan. Loài này được (Bolus) Schltr. & Bolus mô tả khoa học đầu tiên năm 1894.